# Winston Story
Winston Story (* 5. Oktober 1971) ist ein US-amerikanischer Schauspieler.

## Leben
Winston Story ist zumeist in Fernsehserien zu sehen. 
Seine erste Rolle hatte er 1995 in Power Rangers. Einzelauftritte in Serien wie Akte X, Die wilden Siebziger oder Victorious folgten. Vereinzelt spielte er in kleineren Rollen auch in Kinofilmen, so 2007 in Live! und 2010 in Kiss & Kill. Ab 2007 spielte er wiederkehrend von der vierten bis sechsten Staffel die Nebenrolle des Dr. Leo Byrider in der Fernsehserie Grey’s Anatomy. Im Jahr 2014 bekam er die Rolle des Nachrichtensprechers Trent Overunder in der Nickelodeon-Fernsehserie Henry Danger. Diese Rolle nahm er den beiden Ablegern, der Zeichentrickserie Die Abenteuer von Kid Danger (2018) und der Fernsehserie Danger Force (ab 2020), wieder auf. Ab 2016 war er wiederkehrend als William „Bill“ Hummertrout in der Comedy-Serie Brooklyn Nine-Nine zu sehen.
Seit 2002 ist Story mit der US-amerikanischen Schauspielerin Traci Belushi verheiratet, sie haben ein Kind.

## Filmographie (Auswahl)
- 1995: Power Rangers (3 Folgen)
- 1995: Masked Rider (3 Folgen)
- 1998: USA High (Folge 1x42)
- 2001: Akte X – Die unheimlichen Fälle des FBI (The X-Files, Folge 8x10)
- 2001: Sabrina – Total Verhext! (Sabrina, the Teenage Witch, Folge 6x01)
- 2004: Die wilden Siebziger (That ’70s Show, Folge 7x05)
- 2007: Live! (Film)
- 2007–2009: Grey’s Anatomy (19 Folgen)
- 2009: 24 (Folge 7x11)
- 2010: Kiss & Kill (Killers, Film)
- 2011: Victorious (Folge 2x06)
- 2014: Criminal Minds (Folge 9x15)
- 2014–2019: You’re the Worst (4 Folgen)
- 2014–2020: Henry Danger (33 Folgen)
- 2015: Navy CIS (NCIS, Folge 13x13)
- 2016–2021: Brooklyn Nine-Nine (7 Folgen)
- 2018: Die Abenteuer von Kid Danger (The Adventures of Kid Danger, 4 Folgen, Stimme)
- 2019: It’s Always Sunny in Philadelphia (Folge 14x03)
- 2020–2023: Danger Force (36 Folgen)
- 2021: United States of Al (Folge 1x07)
- 2023: Perry Mason (Folge 2x07)